# Остров Зелёный (Корсунь-Шевченковский)
Зелёный — остров на реке Рось в черте города Корсунь-Шевченковский, геологический памятник природы местного значения.
Находится посередине русла Роси, расположен между плотиной гидроэлектростанции и мостом (около 100 м ниже моста). Остров является обособленным повышением площадью 0,5 га из серовато-розовых гранитов рапакиви, покрытых растительностью. Граниты относятся к корсунь-новомиргородскому комплексу палеопротероозойской эры.
Через Зелёный в XVIII—XIX веках был переброшен деревянный мост, по которому проходила военно-караванная дорога. 
Остров является геологическим памятником Украины геоморфологического типа (решение Черкасского облисполкома от 13 июня 1975 # 288).
В 1982 году здесь был установлен памятный знак «Городам-форпостам Киевской Руси», более известный по народному названию «памятник Росичу» (авторы — скульптор Е. Кунцевич и архитектор Н. Микитенко).